# 棕黄厚鼬鳚
棕黄厚鼬鳚（学名：Pycnocraspedum fulvum）为蛇鳚科厚鼬鳚属的鱼类。在中国，分布于东中国海琉球海沟北半部的西侧海域等，属于东中国海琉球海沟水深约143米的中等大底层海鱼。该物种的模式产地在东中国海琉球海沟北半部的西侧海域。